# Менелай (диадох)
Вижте пояснителната страница за други личности с името Менелай.
Менелай (на старогръцки: Mενέλαoς) е македонски военачалник по време на диадохските войни през IV век пр. Хр.
Той е син на македонския благородник Лаг и на Арсиноя, която е роднина с македонската царска фамилия Аргеади. Неговият брат Птолемей I (упр. Египет 323 – 283 г. пр. Хр.) е основателят на династията на Птолемеите.
Заедно със Селевк I и помощта на градския цар Никокреон от Солой по времето на третата диадохска война 314 г. пр. Хр. той завладява остров Кипър. Тук той управлява след смъртта на Никокреон 311/310 г. пр. Хр. като подчинен на брат си като стратег. Вероятно той става също градски цар на Саламин, понеже там той сече монети със своето име. Владетелството на „Лагидите“ (Птолемеите) на острова той защитава с разгромяване на въстаналия градски цар Никоклес от Пафос.
През четвъртата диадохска война Менелай през 306 г. пр. Хр. не може да спре идването на Деметрий I Полиоркет на Кипър и е обграден от него в Саламин. Намесата на брат му Птолемей в тежката Загуба на море не помага и Менелай трябва да се откаже от острова. Кипър е завладян дългосрочно от Птолемей отново през 295 г. пр. Хр.
Менелай служи пет години като първият епонимски свещеник на обожествения Александър (Птолемейски култ на Александър). Това е доказано в намерените папируси.